# Martine Dubois
Pour les articles homonymes, voir Dubois.
Martine Dubois, née le 26 mai 1959, est une joueuse d'échecs française. Elle est affiliée à la fédération monégasque des échecs depuis 2018.

## Carrière échiquéenne
Martine Dubois participe aux championnats de France féminin en 1976, 1979, 1980 et 1981 où elle termine respectivement 6e, 3e, 2e et 4e. En 1980, elle intègre l'équipe de France lors de l'Olympiade d'échecs organisée à Malte,.
Classée 1930 Elo, elle décroche finalement le titre de championne de France en 1982 à Orange en se classant, invaincue, première de la compétition avec 9 points,.
Elle participe ensuite aux championnats de France féminin de 1983, 1984 et 1985 et termine 3e à chaque fois.
Elle est détentrice du titre de maître international féminin depuis 1990.
Elle est membre de l'équipe de France lors de l'Olympiade d'échecs de 1990 et celle de 1994.
En 2021, elle est affiliée au Cercle d'échecs de Monte-Carlo.